# بارونتال
بارونتال (به فرانسوی: Baerenthal) یک کمون (فرانسه) در فرانسه است که در موزل واقع شده‌است. بارونتال ۳۹٫۱۹ کیلومتر مربع مساحت دارد ۲۱۰ متر بالاتر از سطح دریا واقع شده‌است.